# Hyporthodus quernus
Hyporthodus quernus o Epinephelus quernus es una especie de peces de la familia Serranidae en el orden de los Perciformes.

## Morfología
• Los machos pueden llegar alcanzar los 122 cm de longitud total.

## Distribución geográfica
Se encuentra en las Hawái.